# Cipci
Cipci, splitska plemićka obitelj koja pripada najstarijim plemićkim obiteljima u gradu. Početkom 14. stoljeća nastanjeni su u četvrti Sv. Dujma, gdje se i danas nalazi njihova palača. Plemićki kontinuitet gube 1698. godine.

## Povijest
Obitelj Cipci se prema dosadašnjim istraživanjima može smatrati ogrankom splitske plemićke obitelji de Madijs, što potvrđuje gotovo jednak grb. Rodonačelnik obitelji je Albert Madija Mihina koji se pojavljuje u dokumentima 1300. godine kao pomirdbeni sudac.
Od članova obitelji, koja je dala značajan doprinos povijesti grada, posebno se ističe učeni plemić i kanonik Jeronim de Cipcis kojem je Marko Marulić posvetio svoje teološko-filozofsko djelo De institutione bene beatque vivendi, kao svojem najboljem prijatelju. Jeronim je bio izabran 1492. godine za splitskog arhiđakona, koju čast obnaša do svoje smrti 1502. godine.
Među suvremenim članovina obitelji ističu se Jakov Cipci (1901. – 1975.), dirigent, Kruno Cipci (1930. – 2002.), skladatelj i dirigent te Ivo Cipci (r. 1933.), sportski djelatnik.